# Проскурин, Михаил Архипович
Михаи́л Архи́пович Проску́рин (род. 30 ноября 1944) — советский футболист, защитник. Мастер спорта СССР.
Всю карьеру провёл в саратовском «Соколе», в который пришёл в 1963 году. В 1964—1974 годах провёл более 230 матчей. Участник полуфинального матча Кубка СССР 1966/67 против московского «Динамо» (0:4).
Был председателем правления Саратовского регионального общественного фонда ветеранов имени В. Шпитального.